# Distichophyllum angustissimum
Distichophyllum angustissimum är en bladmossart som beskrevs av Hugh Neville Dixon 1935. Distichophyllum angustissimum ingår i släktet Distichophyllum och familjen Hookeriaceae. Inga underarter finns listade i Catalogue of Life.